# Cryptosphaeria
Cryptosphaeria es un género de hongos en la familia Diatrypaceae. El género posee una distribución amplia en zonas templadas, y contiene ocho especies.
Las infecciones jóvenes y los márgenes del cancro son de color naranja a marrón claro. Los cancros son largos (3 metros o más) y estrechos (2-10 centímetros de ancho), apareciendo como depresiones grisáceas en la corteza, con crestas de callos formándose en el borde. La corteza muerta se adhiere a la cara del cancro. La corteza interior es negra y hollín con fibras obvias y pequeñas motas de color claro (<2 mm). Se pueden formar pequeños cuerpos fructíferos asexuales de color naranja claro cerca del borde del cancro. Grupos de cuerpos fructíferos sexuales negros en forma de frasco (peritecios) se desarrollan debajo de la corteza muerta durante más de 1 año. 
 Cryptosphaeria populina  también produce manchas en la albura y el duramen y provoca una descomposición moteada de color marrón amarillento. Las esporas de  Cryptosphaeria populina se liberan durante el clima húmedo e infectan heridas frescas en la corteza interna y la madera. El hongo eventualmente coloniza la albura y el duramen, causando decoloración y descomposición, antes de penetrar en la corteza y causar un cancro. La descomposición marrón y moteada se desarrolla en la parte central de la columna de madera descolorida.
La mortalidad no se debe a la necrosis de la corteza, como puede parecer, sino a que el patógeno mata un gran volumen de albura. Árboles hasta 15 centímetros de diámetro a la altura del pecho pueden morir dentro de los 3 años, y los árboles más viejos tardan más en ceñirse. Los cancros de las ramas se encuentran a menudo en árboles grandes, donde ciñen la rama y se agrandan en el tronco. La descomposición asociada con el cancro predispone a los árboles infectados a romperse por el viento. Corteza muerta desde hace más de 1 año por  C. lignyota  es negra, fibrosa y parecida al hollín, similar al cancro de corteza de hollín ( E. pruinosa ). Sin embargo, es fácil diferenciarlos, debido a las estructuras fructíferas de forma lenticular y al diseño de los postes de barbero de  E. pruinosa , ambos ausentes en un cancro por Cryptosphaeria.